# Asplenium sublaserpitiifolium
Asplenium sublaserpitiifolium är en svartbräkenväxtart som beskrevs av Ren-Chang Ching, Marie Laure Tardieu och Ching. Asplenium sublaserpitiifolium ingår i släktet Asplenium och familjen Aspleniaceae. Inga underarter finns listade.